# Teyl walkeri
Teyl walkeri is een spinnensoort uit de familie Anamidae. 
Teyl walkeri werd in 2004 beschreven door Main.